# Pichia cactophila
Pichia cactophila är en svampart som beskrevs av Starmer, Phaff, M. Miranda & M.W. Mill. 1978. Pichia cactophila ingår i släktet Pichia och familjen Pichiaceae.   Inga underarter finns listade i Catalogue of Life.